# دودلي فوستر
دودلي فوستر (بالإنجليزية: Dudley Foster)‏ هو ممثل بريطاني (وحمل سابقاً جنسية المملكة المتحدة لبريطانيا العظمى وأيرلندا)، ولد في 7 أغسطس 1924 في المملكة المتحدة، وتوفي في 8 يناير 1973.

## وصلات خارجية
- دودلي فوستر على موقع IMDb (الإنجليزية)
- دودلي فوستر على موقع أول موفي (الإنجليزية)
- دودلي فوستر على موقع قاعدة بيانات الأفلام السويدية (السويدية)
- دودلي فوستر على موقع قاعدة بيانات الفيلم (الإنجليزية)
- دودلي فوستر على موقع كينوبويسك (الروسية)